# بنیگنو گوتیرس
بنیگنو گوتیرس (انگلیسی: Benigno Gutiérrez؛ زادهٔ ۱ سپتامبر ۱۹۲۵ - درگذشته نامشخص) بازیکن فوتبال اهل بولیوی بود.
وی همچنین در تیم ملی فوتبال بولیوی بازی کرده‌است.